# Filipp Jankovskij
Filipp Jankovskij (Saratov, 10 ottobre 1968) è un attore e regista russo.

## Filmografia parziale

### Attore
- Il caso Rasputin (Raspoutine), regia di Josée Dayan - film TV (2011)

### Regista
- Lo specchio (1975)
- V dviženii (2002)
- Statskij sovetnik (2005)